# Frullania lindenbergii
Frullania lindenbergii là một loài rêu tản trong họ Jubulaceae. Loài này được Lehm. miêu tả khoa học lần đầu tiên năm 1844.